# Белая ворона (фильм, 1999)
«Белая ворона» (англ. The Breaks) — кинофильм США 1999 года, носящий сатирический и пародийный характер. В российском прокате выходил под названием «Не грози южному централу, попивая сок у себя в квартале 2».

## Сюжет
Белой вороной зовут молодого парня по имени Деррик (Маллэни). Он, белый, усыновлён чернокожей матерью, все другие её дети — чёрные. Думает, чувствует и действует Деррик как чёрный. Однажды мама застает его дома, занимающимся любовью с какой-то чёрной потаскухой. Поняв, что он ко всему прочему забыл купить молоко, она выгоняет парня на улицу. В тот же день его увольняет с работы его дядя. Полиция забирает его нелепую машину с дичайшими наворотами, предъявив целый список правонарушений. Затем Деррик выступает на конкурсе поэтов и выигрывает забавную статуэтку с большим членом. Позже парень и его друзья чуть не были расстреляны бандой, с главой этой банды у него вражда со школы. Спасаясь от него, Деррик и его приятель пытаются спрятаться в бассейне, в который «одновременно помочились пятьдесят человек», потом попадают вместе со своим преследователем в какой-то магазин, где хозяева-извращенцы связывают всех троих. Деррик всё же вырывается и спасает друга, пока главаря бандитов анально насилуют статуэткой Деррика. Из одной передряги бедолага тут же попадает в другую, но никогда не унывает. Есть у Деррика и любовь, но и её простой не назовёшь. События перемежаются нескончаемым потоком грубоватых словесных и ситуативных приколов.
В фильме появляется рэпер Xzibit.

## В ролях
| Актёр                   | Роль               |
| ----------------------- | ------------------ |
| Митч Маллэни            | Деррик Кинг        |
| Эдвин Ходж              | Тики               |
| Ламонт Бентли           | Дэррил             |
| Дариус Маккрэри         | Шакуан             |
| Элвин Натаниэль Джойнер | Джамал             |
| Джордж Клинтон          | в роли самого себя |
| Лоретта Дивайн          | Флория             |
| Рейнальдо Рей           | дядюшка            |